# L'isola del tesoro (serie animata 1993)
L'isola del tesoro (The Legends of Treasure Island) è una serie televisiva a cartoni animati britannica prodotta nel 1993 da Dino Athannassiou e Film Fair composta da 26 episodi trasmessa in Italia unicamente su Rete 4, all'interno del programma-contenitore per ragazzi Game Boat, nel 1997.

## Trama
La storia è una libera interpretazione rispetto a quella originale di Robert Louis Stevenson con l'aggiunta di elementi fantastici.

## Doppiaggio
| Personaggio      | Doppiatore originale                                            | Doppiatore italiano |
| ---------------- | --------------------------------------------------------------- | ------------------- |
| Jim              | Dawn French (1ª stagione) John Hasler (2ª stagione)             | Davide Garbolino    |
| Conte            | Hugh Laurie                                                     | Riccardo Peroni     |
| Capitano Smollet | Chris Barrie                                                    | Marco Balzarotti    |
| Dott. Livesey    | Robert Powell                                                   | Adolfo Fenoglio     |
| Jane             | Juliet Stevenson (1ª stagione) Corinna Powlesland (2ª stagione) | Giulia Franzoso     |
| Silver           | Christopher Lee                                                 | Pietro Ubaldi       |
| Pew              | Rob Rackstraw                                                   | Tony Fuochi         |
| Ben Gunn         | Chris Barrie                                                    | Mario Scarabelli    |

## Sigla
La sigla L'Isola del Tesoro è scritta da Alessandra Valeri Manera e Franco Fasano e cantata da Cristina D'Avena.

## Episodi

### Prima stagione
| nº | Titolo italiano | Titolo inglese            | Prima TV USA      | Prima TV Italia |
| -- | --------------- | ------------------------- | ----------------- | --------------- |
| 1  |                 | The Quest Begins          | 10 settembre 1993 | 1997            |
| 2  |                 | Memories Are Made of This | 17 settembre 1993 |                 |
| 3  |                 | The Watch Tower           | 24 settembre 1993 |                 |
| 4  |                 | Now You See Me            | 1º ottobre 1993   |                 |
| 5  |                 | Return to Sender          | 8 ottobre 1993    |                 |
| 6  |                 | Flint's Return            | 15 ottobre 1993   |                 |
| 7  |                 | The Labyrinth             | 22 ottobre 1993   |                 |
| 8  |                 | The Pool of Prophecy      | 29 ottobre 1993   |                 |
| 9  |                 | The Fountain of Truth     | 5 novembre 1993   |                 |
| 10 |                 | Tails We Win              | 12 novembre 1993  |                 |
| 11 |                 | The Cave of Babel         | 19 novembre 1993  |                 |
| 12 |                 | The Merman Prince         | 26 novembre 1993  |                 |
| 13 |                 | The Beginning of the End  | 3 dicembre 1993   |                 |

### Seconda stagione
| nº | Titolo italiano         | Titolo inglese                    | Prima TV USA   | Prima TV Italia |
| -- | ----------------------- | --------------------------------- | -------------- | --------------- |
| 14 |                         | Consequence                       | 4 aprile 1995  |                 |
| 15 | Jim e Jane si ritrovano | Reunion                           | 11 aprile 1995 |                 |
| 16 |                         | Silver in the Island's Underworld | 18 aprile 1995 |                 |
| 17 |                         | Silver's Bond                     | 25 aprile 1995 |                 |
| 18 |                         | Emily                             | 2 maggio 1995  |                 |
| 19 |                         | Forest of Darkness                | 9 maggio 1995  |                 |
| 20 |                         | Antidote                          | 16 maggio 1995 |                 |
| 21 |                         | City in the Sky                   | 23 maggio 1995 |                 |
| 22 |                         | Dragon                            | 30 maggio 1995 |                 |
| 23 |                         | Allegiance                        | 6 giugno 1995  |                 |
| 24 |                         | The Oracle                        | 13 giugno 1995 |                 |
| 25 |                         | Double Cross                      | 20 giugno 1995 |                 |
| 26 |                         | One For All                       | 27 giugno 1995 |                 |